# Epactoides viridicollis
Epactoides viridicollis är en skalbaggsart som beskrevs av Olivier Montreuil 2005. Epactoides viridicollis ingår i släktet Epactoides och familjen bladhorningar. Inga underarter finns listade i Catalogue of Life.